# Thomas Paprocki
Thomas John Joseph Paprocki (ur. 5 sierpnia 1952) – amerykański biskup katolicki polskiego pochodzenia, biskup diecezji Springfield w Illinois od 2010.

## Życiorys
Urodził się w Chicago w rodzinie polskich emigrantów. Wyświęcony na prezbitera 10 maja 1978, został inkardynowany do archidiecezji Chicago. Przez osiem lat pracował duszpastersko na terenie archidiecezji, zaś w 1986 został wicekanclerzem, a w 1992 kanclerzem kurii. W 2000 wyjechał do Polski i przez niecały rok uczył się języka polskiego na Uniwersytecie Jagiellońskim. Po powrocie do Chicago został skierowany do parafii św. Konstancji w charakterze proboszcza i duszpasterza polonijnego.
24 stycznia 2003 został prekonizowany biskupem pomocniczym archidiecezji Chicago i tytularnyn biskupem Vulturaria. Sakry biskupiej udzielił mu 19 marca 2003 kard. Francis George. Jako biskup odpowiadał za Wikariat IV.
20 kwietnia 2010 papież Benedykt XVI mianował go ordynariuszem diecezji Springfield w Illinois, którą objął 22 czerwca 2010.